# Лере (озеро)
Ле́ре (фр. Lac de Léré) — проточное озеро, расположенное на западе департамента Лак-Лере в регионе Западное Майо-Кеби, у границы с Камеруном на юго-западе Чада, в 290 км от столицы страны. Озеро Лере имеет вытянутую в широтном направлении форму. В межень урез воды находится на высоте около 234 метров над уровнем моря, при котором озеро занимает площадь 41 км². Через озеро протекает река Майо-Кебби, которая также связывает Лере с расположенным северо-восточнее меньшим озером Трене; во время подъёма уровня воды в половодье оба озера сливаются, образуя обширный водоём тянущийся вдоль русла Майо-Кеби на десятки километров. В окрестностях произрастает дикая растительность и располагаются сельскохозяйственные угодья.
C 1974 года часть восточной половины акватории озера Лере и прилагающая к ней местность, находится под охраной государства, входя в состав фаунистического заповедника Биндер-Лере, который в 2005 году был включён в Рамсарскую конвенцию.
Среднегодовая температура в данной местности — 26 °C, при этом наибольшей отметки температура достигает в апреле, а наименьшей — в июле. Годовое количество осадков — 989 мм.

## Комментарии
1. 1 2 3 4  в межень[5].